# Henryk Szarski (kupiec)

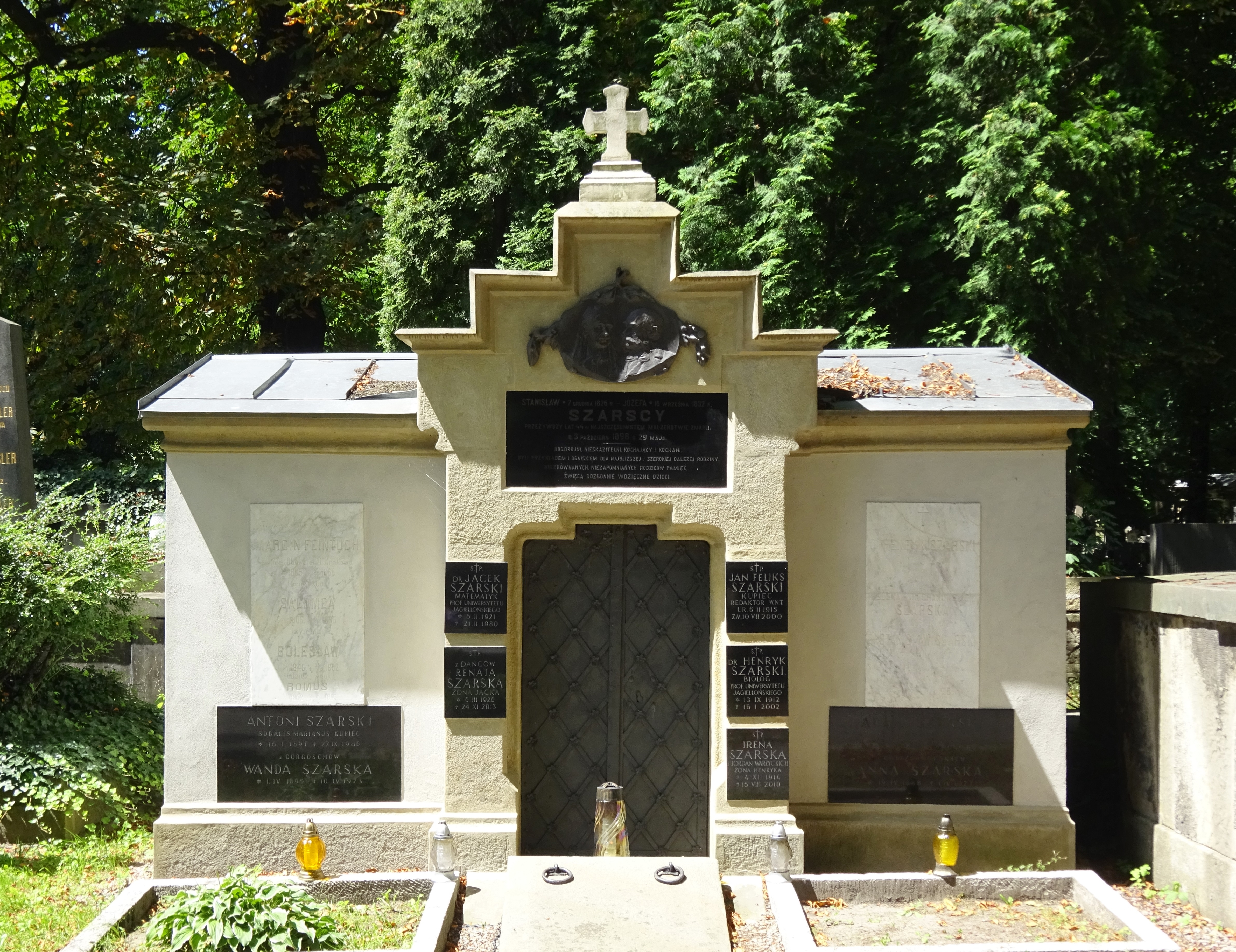
Grobowiec Szarskich na cmentarzu Rakowickim

Henryk Marcin Szarski vel Henryk Feintuch (ur. 31 października 1855 w Krakowie, zm. 20 czerwca 1921 tamże) – polski kupiec, radny i I wiceprezydent Krakowa.

## Życiorys
Wywodził się z rodziny bogatych kupców żydowskich. Protoplastą rodu był Marcin Feintuch, właściciel firmy spedycyjnej, którego synowie Leon (od 1882 nosił nazwisko Zawiejski, ojciec Jana Zawiejskiego) i Stanisław (od 1894 nosił nazwisko Szarski, ojciec Marcina) również zajmowali się działalnością handlową. W 1846 rodzina Feintuchów ochrzciła się w ewangelickim kościele św. Marcina w Krakowie. Później dokonali konwersji na katolicyzm.
Urodził się w 1855 w Krakowie. Był synem Stanisława (1826-1898), krakowskiego kupca i radnego miejskiego i Józefy z domu Rosenzweig (1832-1898). Jego rodzeństwem byli: Stefania (zm. 1921), Roman, Henryk (1855-1921, prawnik, kupiec, wiceprezydent Krakowa), Joanna (ur. 1858), Zofia (1868-1940), Marcin (1868-1941, działacz gospodarczy, ekonomista, senator II Rzeczypospolitej).
W Krakowie ukończył naukę w Gimnazjum św. Anny w Krakowie oraz studia prawnicze na Uniwersytecie Jagiellońskim i na Uniwersytecie Wiedeńskim. Uzyskał stopień doktora. Następnie odbywał praktyki: przez pół roku sądową w Krakowie i przez dwa lata bankową w Warszawie.
Od 1880 prowadził działalność kupiecką przejętą po ojcu, kierował firmą „Szarski i Syn”. Od 1897 był wieloletnim radnym miejskim w Krakowie. W listopadzie 1907 został wybrany I wiceprezydentem Krakowa (na stanowisko opróżnione po rezygnacji Michała Chylińskiego). W rodzinnym mieście zasiadał w wydziale Kasy Oszczędności Miasta Krakowa, w Powiatowej Kasie Oszczędności, w wydziale Izby Handlowej, Towarzystwie Wzajemnych Ubezpieczeń (był zastępcą dyrektora drugiego TWU około lat 1899-1906), w komitecie nadzorczym filii Banku Krajowego.  Funkcję sprawował do 1915, przy czym potem nadal był radnym. Należał do Kongregacji Kupieckiej (przez wiele lat jako starszy), działał w Izbie Handlowej. Był zaangażowany w życie kulturalne i filantropijne. Interesował się odnową zabytków, dokonał renowacji Szarej Kamienicy. Był członkiem Sodalicji Mariańskiej.
Był żonaty z Heleną Julią Martą z domu Ciechanowską. Miał synów Adama (1886-1947, kupiec, radny Krakowa, ojciec Henryka, Jana i Józefa), Stanisława (1888-1916, polonista, poległ walcząc w szeregach Legionów Polskich pod Optową), Antoniego (1891-1946, kupiec, ojciec Jacka) i córkę. Zmarł 20 czerwca 1921. Został pochowany na cmentarzu Rakowickim w Krakowie.
Po latach ww. Jan Szarski napisał i wydał wspomnienia pt. Szarski i Syn opisujące historię tej rodzinnej firmy handlowej.